# Emmanouíl Mántakas
Emmanouíl Mántakas, en grec moderne : Εμμανουήλ Μάντακας (1891 - 8 mars 1968) est un général grec, un dirigeant de la résistance en Grèce pendant la Seconde Guerre mondiale, puis une personnalité politique. 

## Biographie
Emmanouíl Mántakas naît à Lákkoi en Crète, en 1891. Il est le fils d'une vieille famille de combattants crétois. Étudiant en droit, il s'enrôle comme volontaire dans l'armée hellénique, en 1910. Il combat dans les guerres balkaniques et est blessé lors de la bataille de Sarantáporo,. Il prend part au mouvement de défense nationale. Il étudie comme officier d'état-major à l'École Supérieure de Guerre, en France, de 1919 à 1921, puis, dès son retour, il est envoyé combattre dans la campagne d'Asie Mineure.
Républicain convaincu, il est renvoyé de l'armée après le coup d'État du 1er octobre 1935 et participe au coup d'État avorté de La Canée (28 juillet 1938), contre le régime dictatorial de Métaxas.
Pendant la Seconde Guerre mondiale, il devient un chef de la résistance crétoise et rejoint le Front de libération nationale, sous contrôle communiste et les groupes de résistance de l'Armée populaire de libération de la Grèce. Il sert également dans le gouvernement de la Grèce libre, organisé par l'EAM, le Comité politique de libération nationale, en tant que secrétaire aux affaires militaires et plus tard en tant que vice-président, et est élu député de la préfecture du Pirée au parlement de la PEEA, le Conseil national.
En raison de son affiliation communiste, il est exilé à Makronissos, en 1947-1949, pendant la guerre civile grecque, mais après sa libération, il est élu député de la préfecture du Pirée, avec l'Alignement démocratique, en 1950 et avec la Gauche démocratique unie, en 1951.

## Source de la traduction
- (en) Cet article est partiellement ou en totalité issu de l’article de Wikipédia en anglais intitulé « Manolis Mantakas » (voir la liste des auteurs).